# Tarki
Tarki (in russo Тарки́? traslitterato anche Tarkou o Tarku) è un insediamento di tipo urbano della parte meridionale della Russia europea, nel Daghestan.

## Storia
Tarki fu la capitale di diversi Stati cumucchi che vennero poi aboliti dalla Russia e assorbiti entro i suoi confini.
Secondo alcuni studiosi, Tarki sorgerebbe sul sito dell'antica città di Samandar, capitale dei Cazari sino all'inizio dell'VIII secolo. Nel 1396, Tamerlano passò da Tarki nel corso della guerra tra Toktamish e Tamerlano. Nel Medioevo venne costituito in maniera compiuta un principato vero e proprio che prese il nome di shamkhalato di Tarki, di cui appunto Tarki divenne la capitale. Lo Stato rimase tale sino al 1867.
Tarki è menzionata nelle cronache armene del VII-VIII secolo, da Giovanni da Pian del Carpine nel XIII secolo e nell'Atlante Catalano del 1375, nonché da storici dell'Impero timuride.

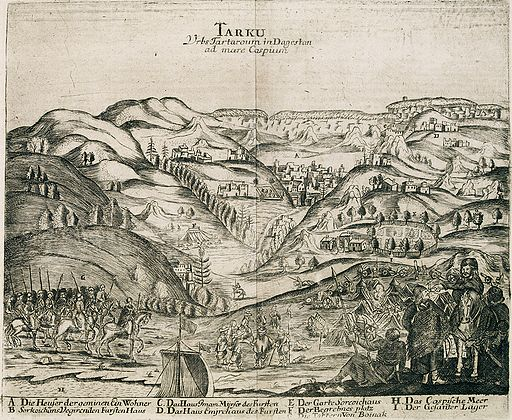
Tarki in un'incisione seicentesca tratta dai viaggi di Adam Olearius.

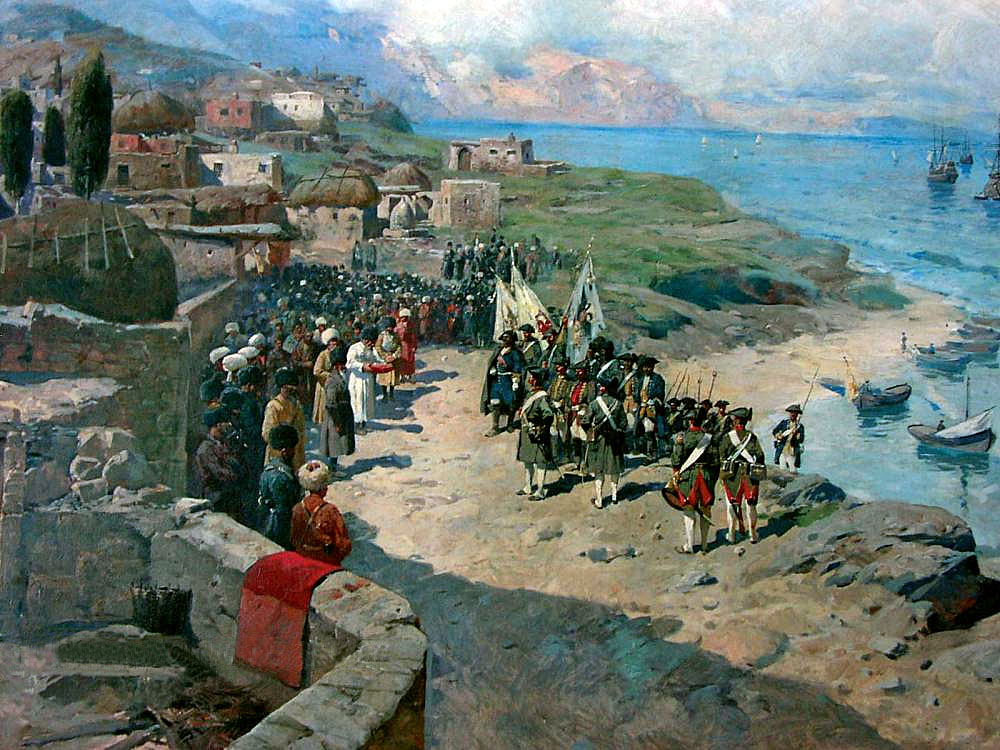
Pietro I a Tarki, dipinto di Franz Roubaud del 1893

Gli shamkhal si sottomisero a più riprese all'autorità dei Russi, alternando periodi di indipendenza e conservando comunque la propria esistenza come principato. 
Nel 1668, la città venne saccheggiata dai cosacchi al comando di Stepan Razin. Gli shamkhal vennero nuovamente obbligati a sottomettersi alla sovranità russa durante la spedizione persiana di Pietro il Grande che visitò personalmente la cittadina con un manipolo di uomini, e durante quella condotta da Caterina la Grande nel 1796.
La città e l'annesso principato passarono sotto diretta influenza russa sulla base del trattato di Golestan del 1813. Otto anni dopo i Russi costruirono in loco la fortezza di Burnaya, sostituita poi dal forte di Petrovsk (su quello che restava del villaggio cumucco di Andzhi-kala), oggi nota come Machačkala.

### La deportazione

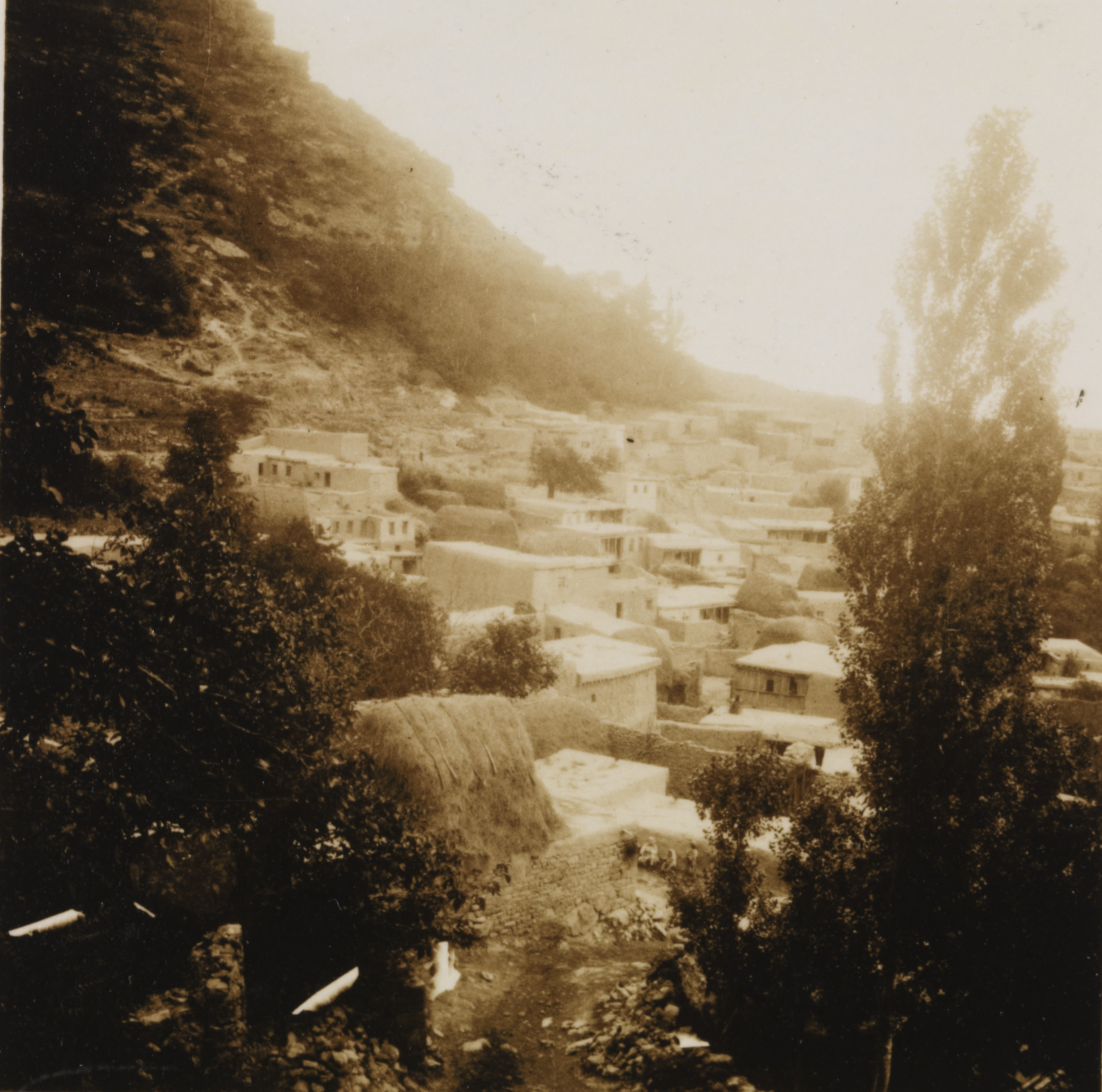
Tarki nel 1925

Il 12 aprile 1944 i Cumucchi di Tarki e dei villaggi adiacenti di Kyakhulay e Alborukent vennero deportati con la forza dalle loro case per ordine delle autorità comuniste del Daghestan. I Cumucchi vennero ricollocati a forza nelle terre delle popolazioni di Chechen, di Karachay, di Balkar e dei Tatari di Crimea, i quali a loro volta erano stati deportati due mesi prima per ordine di Stalin. La ragione di questa deportazione, secondo quanto dichiarato dal governo russo, fu la necessità di utilizzare tale area per supportare i bisogni alimentari della popolazione. Il risultato di questo esodo forzato fu lo spopolamento sostanziale di Tarki e la perdita della sua identità culturale tradizionale.
La deportazione dei Cumucchi non è stata mai ufficialmente riconosciuta dal governo russo e questo ha portato a diversi contenziosi, specie negli anni 2000. Nel 2017, inoltre, il governo provinciale del Daghestan annunciò la volontà di costruire 3000 abitazioni sulle terre un tempo appartenenti ai Cumucchi per accogliere il gruppo etnico dei Laki. Questo portò a nuove proteste da parte dei Cumucchi e dei loro discendenti.

## Società

### Evoluzione demografica
Abitanti censiti